# Chovd (provins)

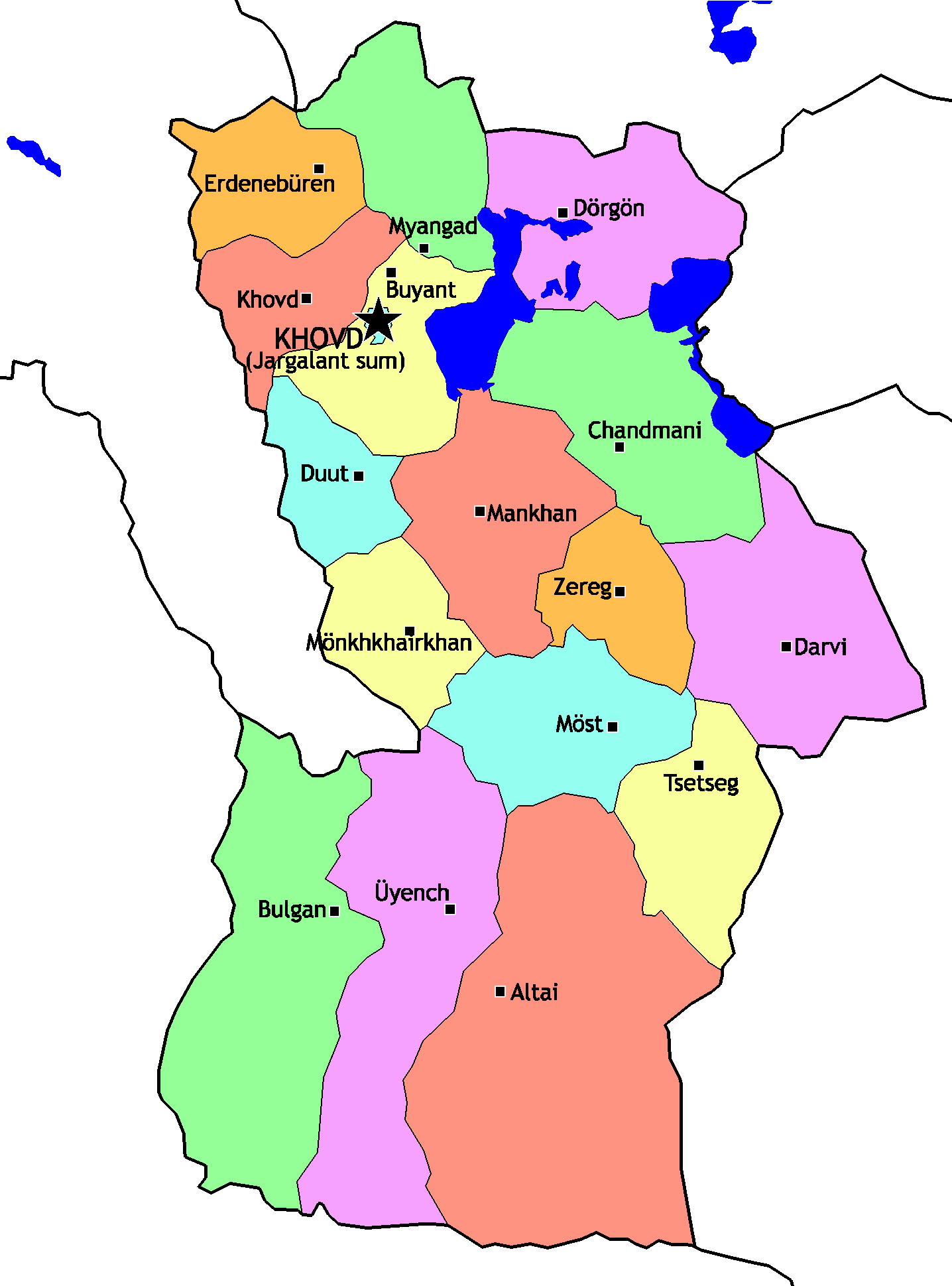

Chovd (Ховд аймаг med mongolisk kyrillisk skrift) eller Hovd är en provins (ajmag) i västra Mongoliet. Den har totalt 86 831 invånare (2000) och en areal på 76 100 km². Provinsens huvudstad är Chovd. Området har mycket snabbt växlande väderlek med stora temperaturskillnader. 
Områdets högsta topp är Munhayrhan - 4 204 m ö.h. Det finns en del sevärdheter som gamla klippmålningar, fästningar (idag i ruiner efter krig på 1920-talet) och gravhögar. Befolkningen är fattig, i många fall utan fullgod utbildning. Provinsen har ett universitet - . Områdets mesta handel går till Ryssland. Det finns en internationell flygplats.
Provinsen gränsar till Ili, Changji och Kumul i Kina.

## Administrativ indelning
Provinsen är indelad i 17 distrikt (sum): Altay, Bulgan, Buyant, Chandmani, Darvi, Dergen, Duut, Erdenebüren, Chovd, Mankhan, Mönhhayrhan, Möst, Myangad, Tsetseg, Üyönch och Zereg. Huvudorten Chovd ligger geografiskt i Buyant sum, men utgör administrativt ett eget sum, Jargalant sum. Distriktet Chovd är geografiskt helt åtskilt från huvudorten Chovd.